# Formiat de sodiu
Formiatul de sodiu este sarea sodică a acidului formic, cu formula chimică HCOONa. Este de obicei prezentă sub formă de pulbere albă delicvescentă.

## Obținere
Formiatul de sodiu se obține la nivel industrial în urma absorbției de monoxid de carbon, la presiune de 6-8 bari și la temperatura de 130 °C, în hidroxid de sodiu:
CO + NaOH  →  HCOONa
În laborator, formiatul de sodiu poate fi preparat mai ușor prin reacția de neutralizare a acidului formic cu carbonat de sodiu:
2 HCOOH + Na2CO3  → 2 HCOONa + H2O + CO2
O altă metodă de preparare este prin reacția dintre cloroform și o soluție alcoolică de hidroxid de sodiu:
CHCl3 + 4 NaOH   → HCOONa + 3 NaCl  + 2 H2O
și reacția dintre hidroxidul de sodiu și cloralhidrat:
C2HCl3(OH)2 +  NaOH  →  CHCl3  + HCOONa +  H2O

## Proprietăți

### Proprietăți chimice
Prin încălzire la 300-400 °C formiatul de sodiu suferă o descompunere la oxalat de sodiu și hidrogen gazos. Oxalatul de sodiu format poate fi transformat prin continuarea încălzirii în carbonat de sodiu, când se elimină monoxid de carbon:
{\displaystyle {\ce {2HCOONa->[\Delta ]{(COO)2Na2}+H2\!\uparrow }}}
{\displaystyle {\ce {(COO)2Na2->[{} \atop >\ {\ce {290^{o}C}}]{Na2CO3}+CO\!\uparrow }}}
Fiind o sare a unui acid slab (acid formic) și a unei baze tari (hidroxid de sodiu), soluția obținută în urma reacției de hidroliză a formiatul de sodiu prezintă un caracter alcalin:
{\displaystyle {\ce {HCOO^- + H2O <=> HCOOH + OH^-}}}
Astfel, un amestec al unei soluții de acid formic și formiat de sodiu poate fi folosită pe post de soluție tampon.